# حانوت لعرب (لوناسدة)
حانوت لعرب هو دُوَّار يقع بجماعة لوناسدة، إقليم قلعة السراغنة، جهة مراكش آسفي في المملكة المغربية. ينتمي الدوّار لمشيخة لوناسدة التي تضم 17 دوار. يقدر عدد سكانه بـ 271 نسمة حسب الإحصاء الرسمي للسكان والسكنى لسنة 2004.

## روابط خارجية
- البوابة الوطنية للجماعات الترابية نسخة محفوظة 12 مارس 2018 على موقع واي باك مشين.
- المندوبية السامية للتخطيط